# Historia kolei w Austro-Węgrzech

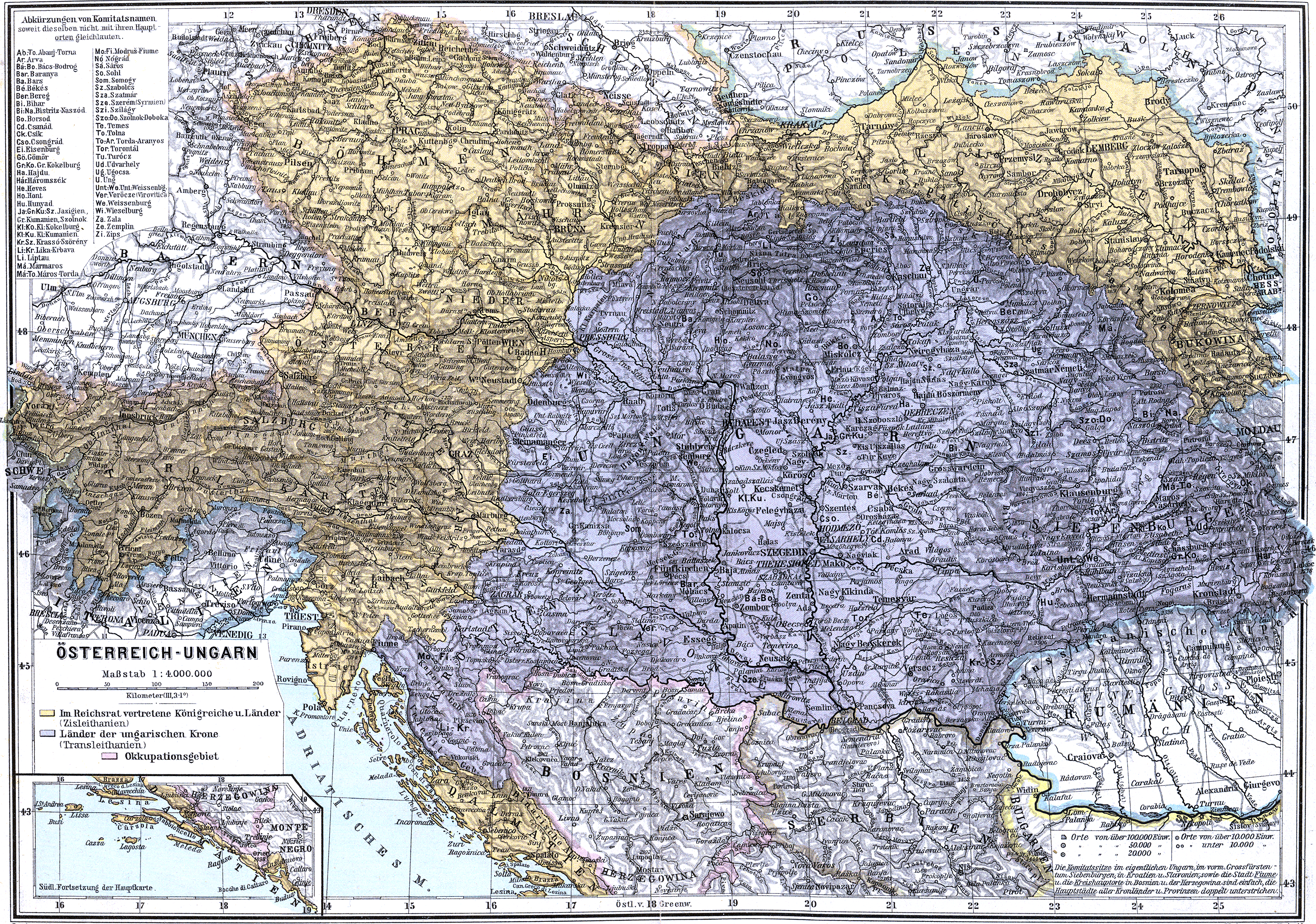
Austro-Węgry ok. 1900 r. z uwzględnieniem ówczesnej sieci kolejowej

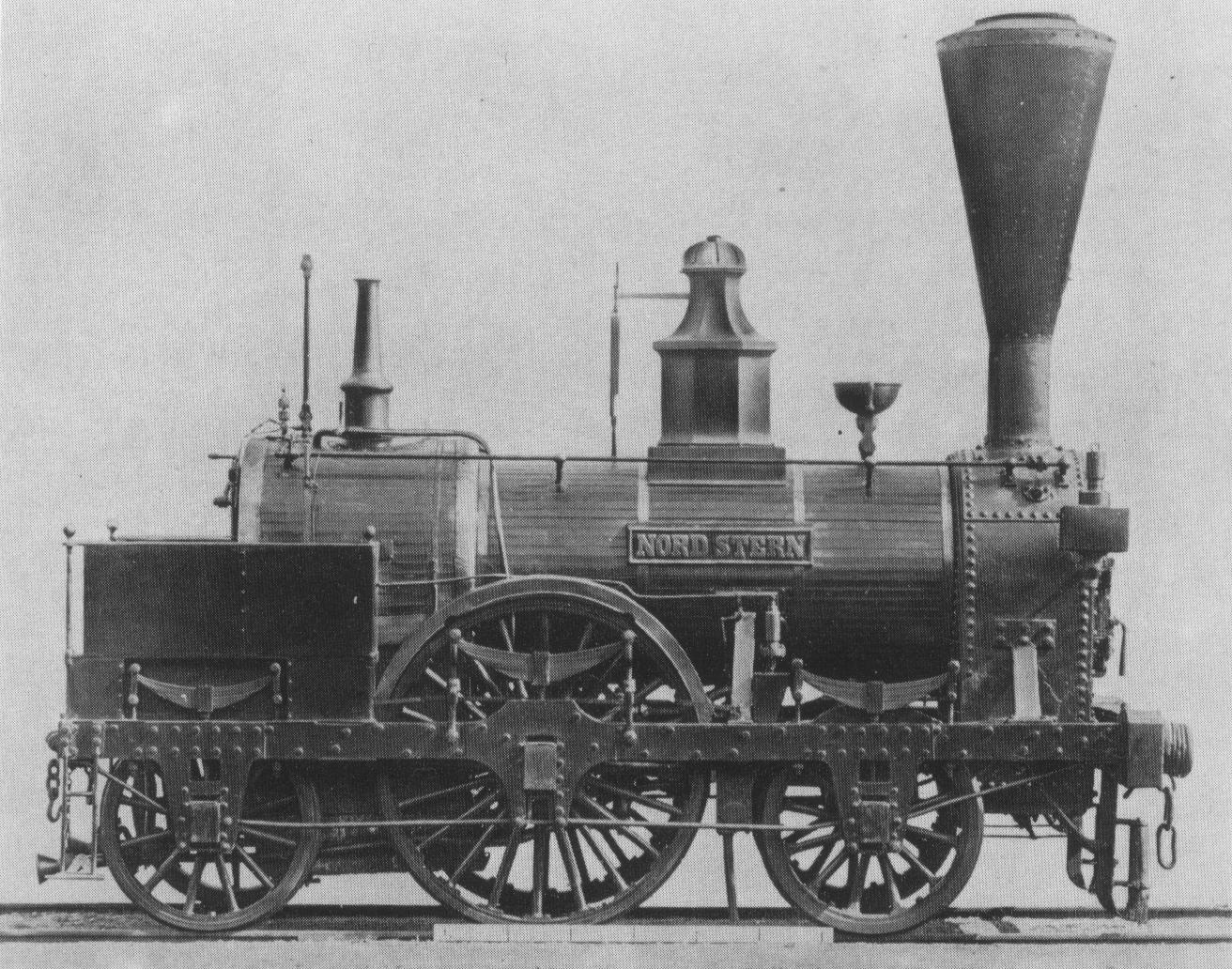
Początki: parowóz „Nordstern” kolei KFNB

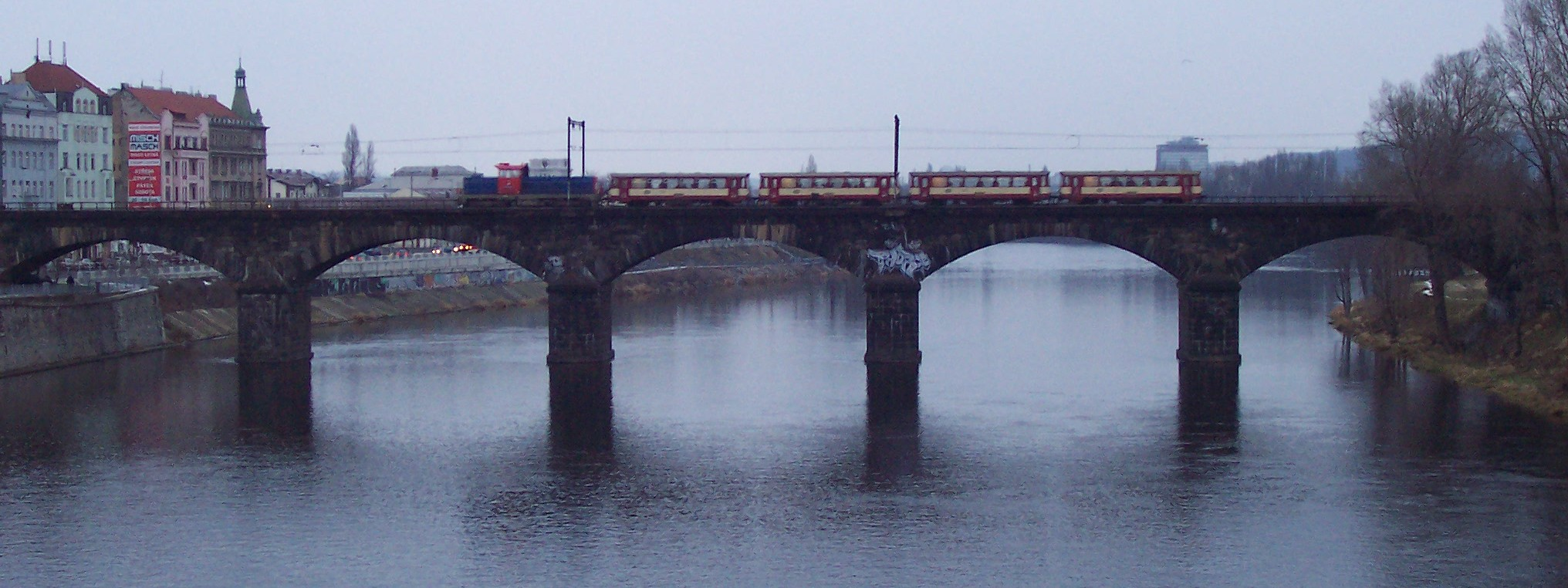
Praga, „Negrellliho viadukt” z 1850 r. kolei severní Státní dráha

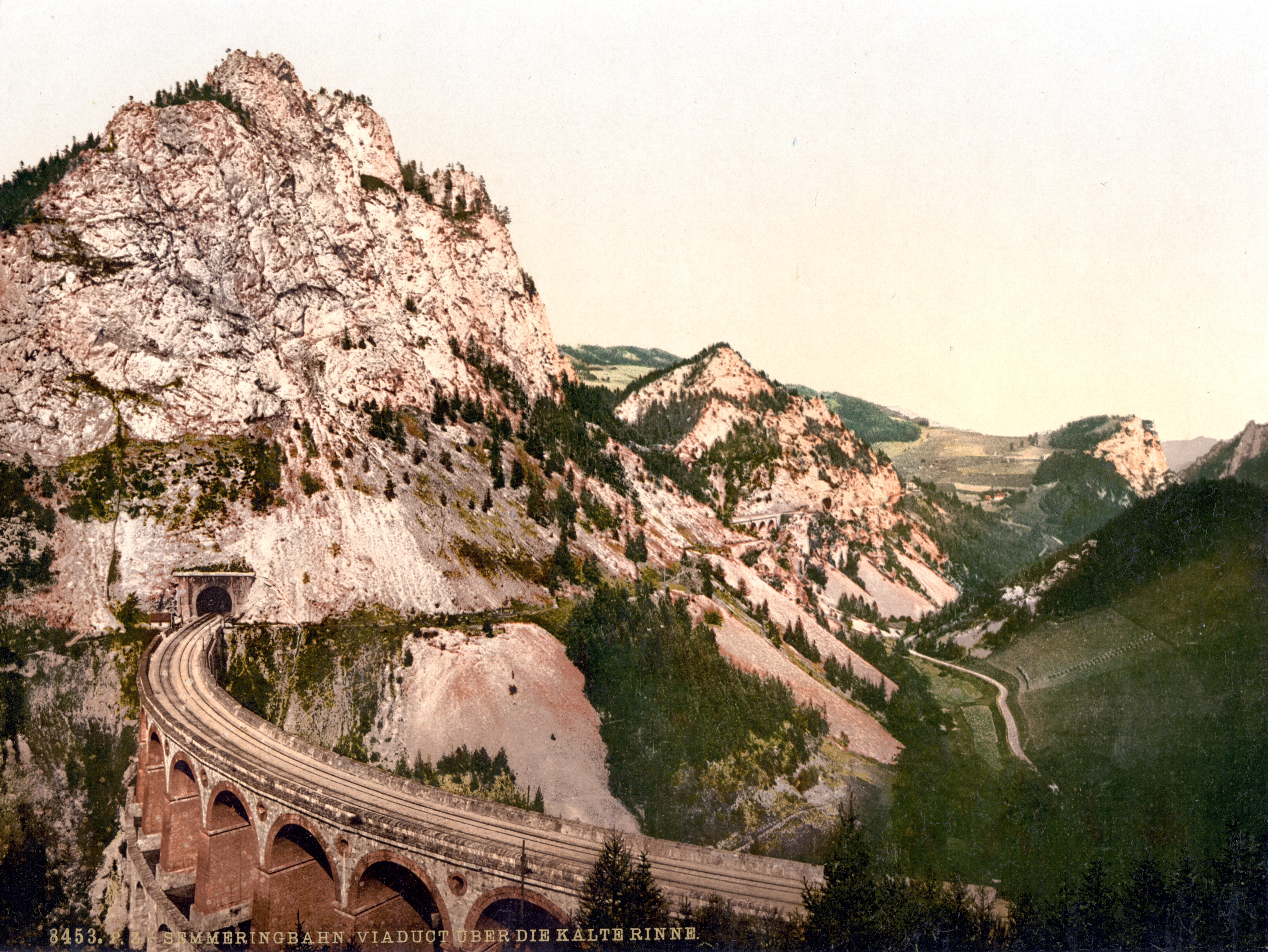
Wiadukt Kalte Rinne na Semmeringbahn

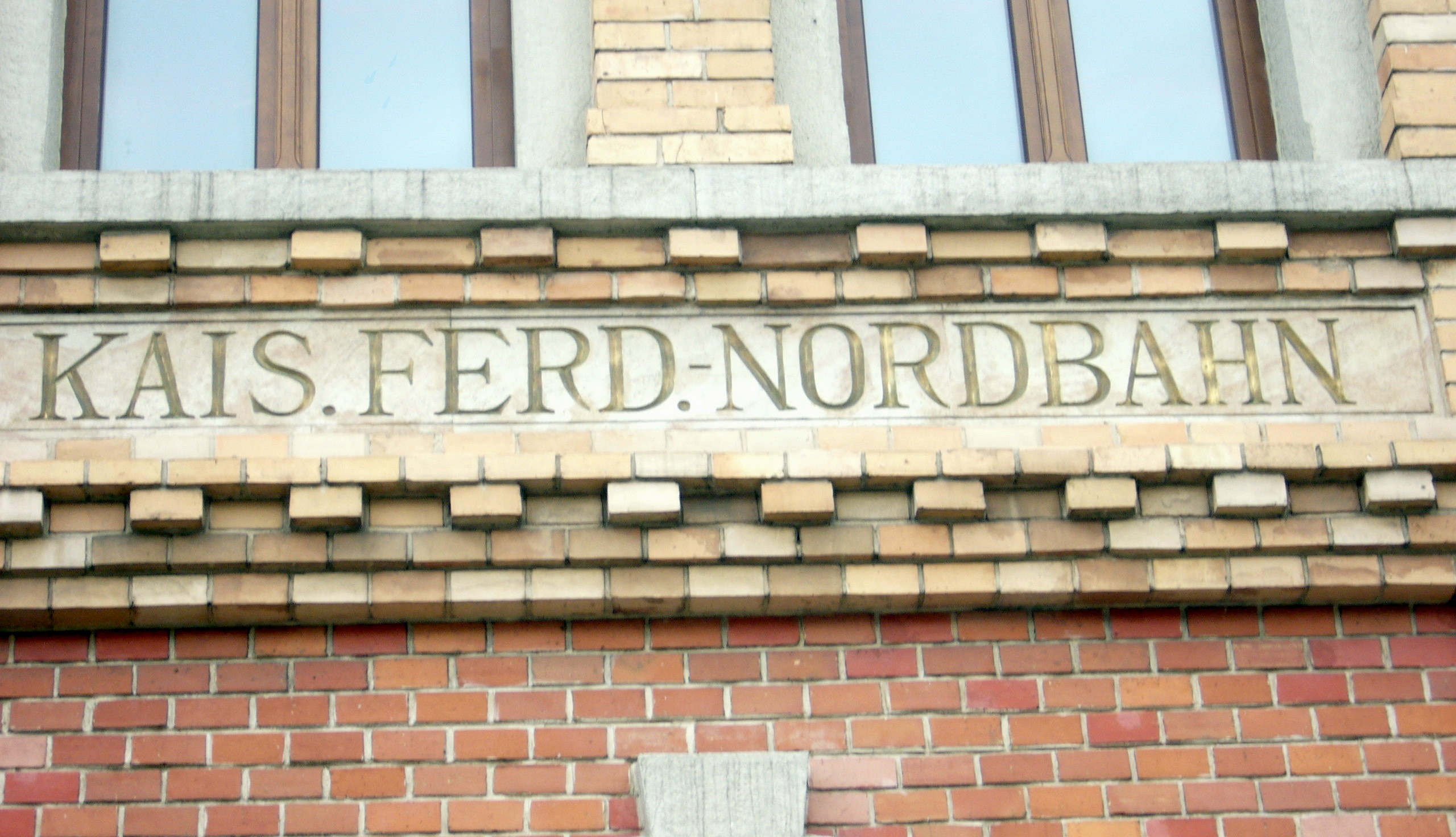
Oryginalny napis KAIS. FERD. NORDBAHN (Kolej Północna Cesarza Ferdynanda) na fasadzie Dworca Głównego w Bielsku-Białej

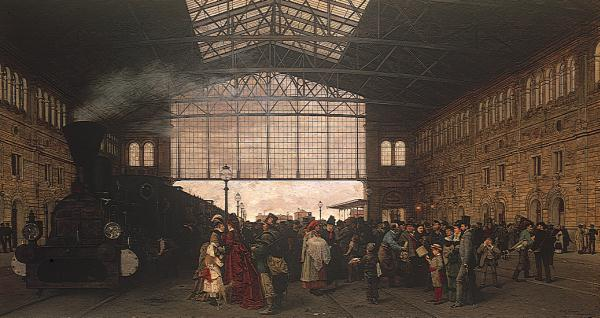
Wiedeński Nordwestbahnhof (kolej ÖNWB) na obrazie Karla Kargera z 1875 r., dworzec nie istnieje

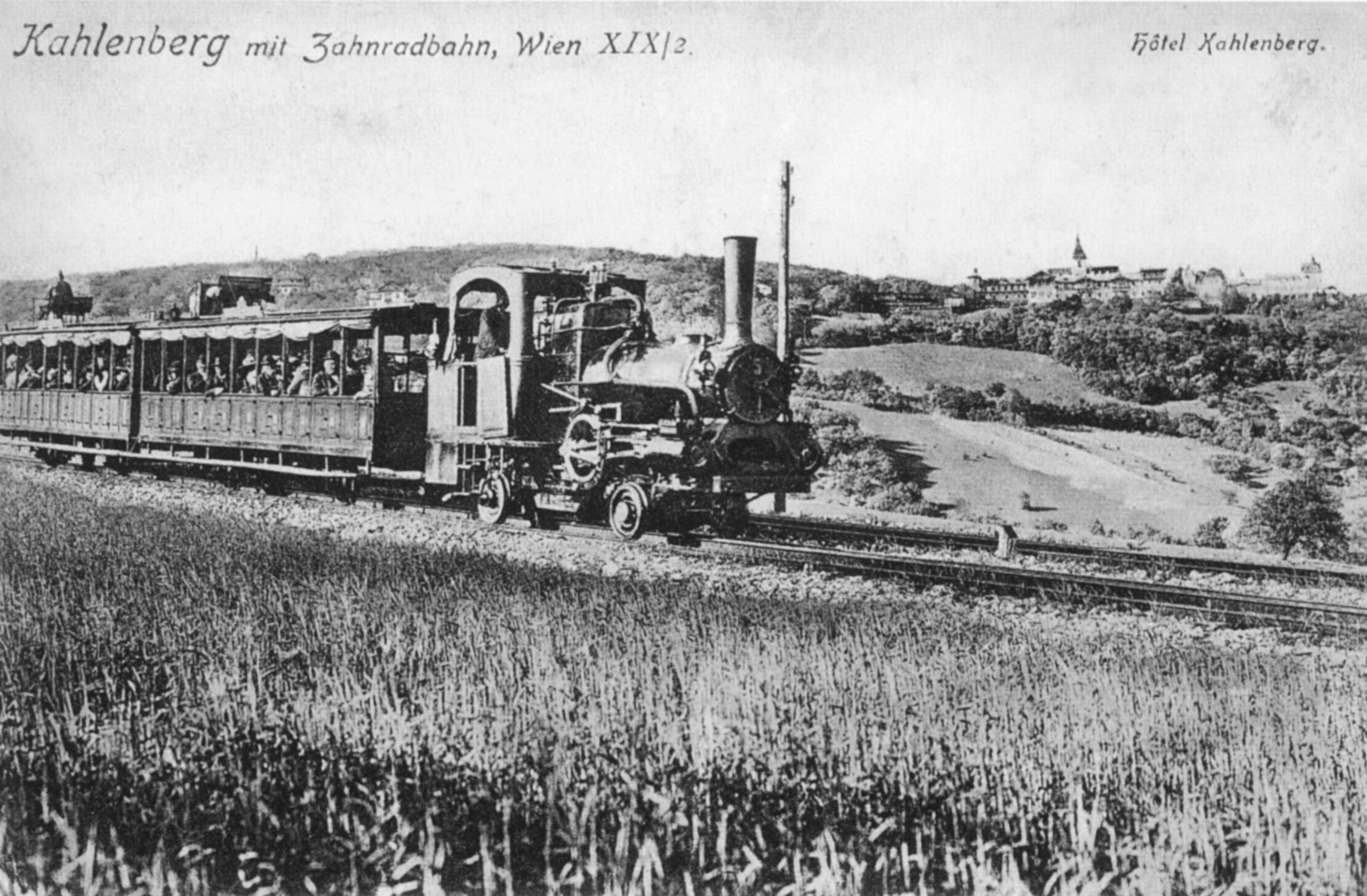
Zębata Kahlenbergbahn pod Wiedniem, otwarta w 1874 r., rozebrana po 1922 r.

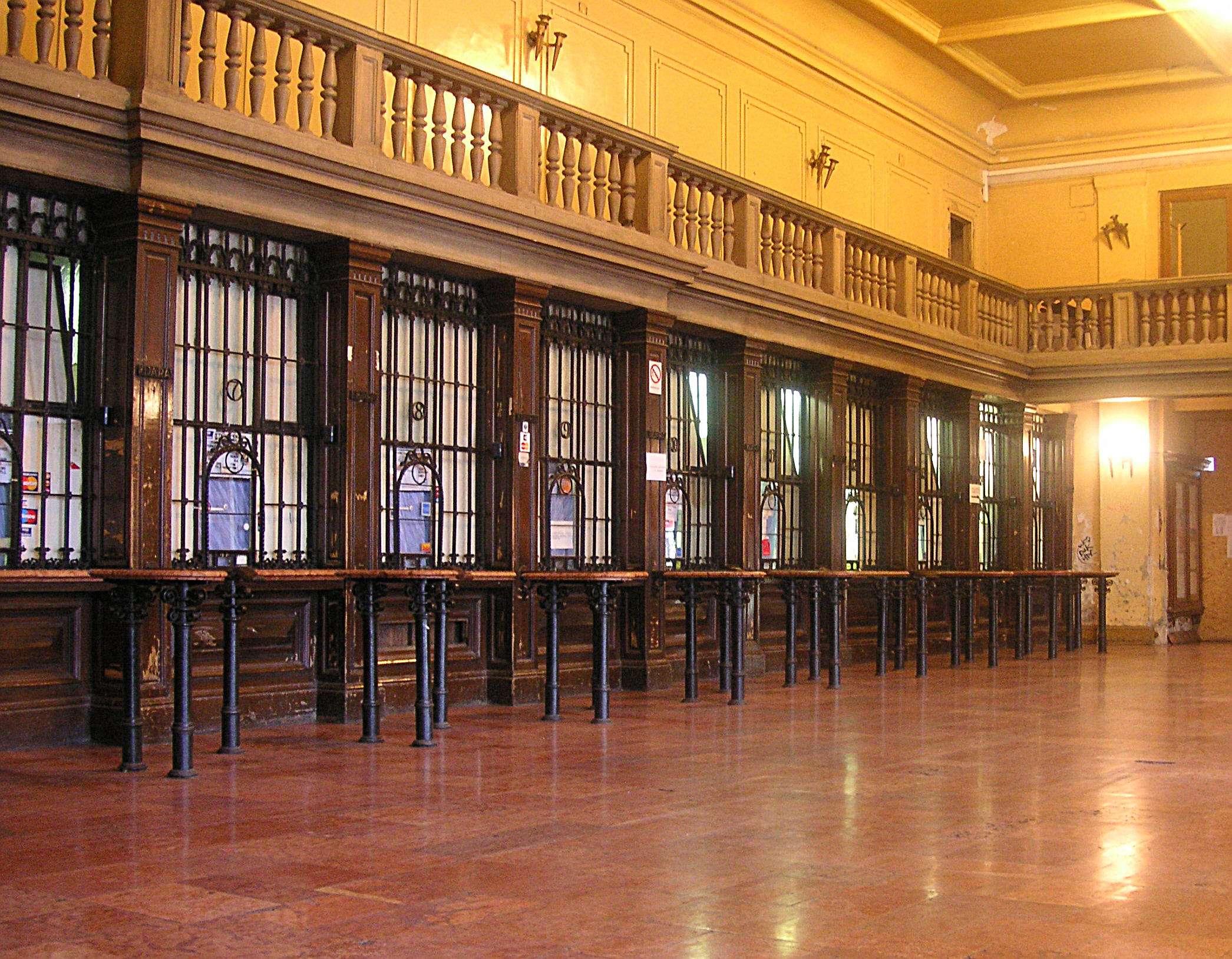
Budapeszt, zachowane oryginalne kasy na Dworcu Zachodnim, tzw. Nyugati

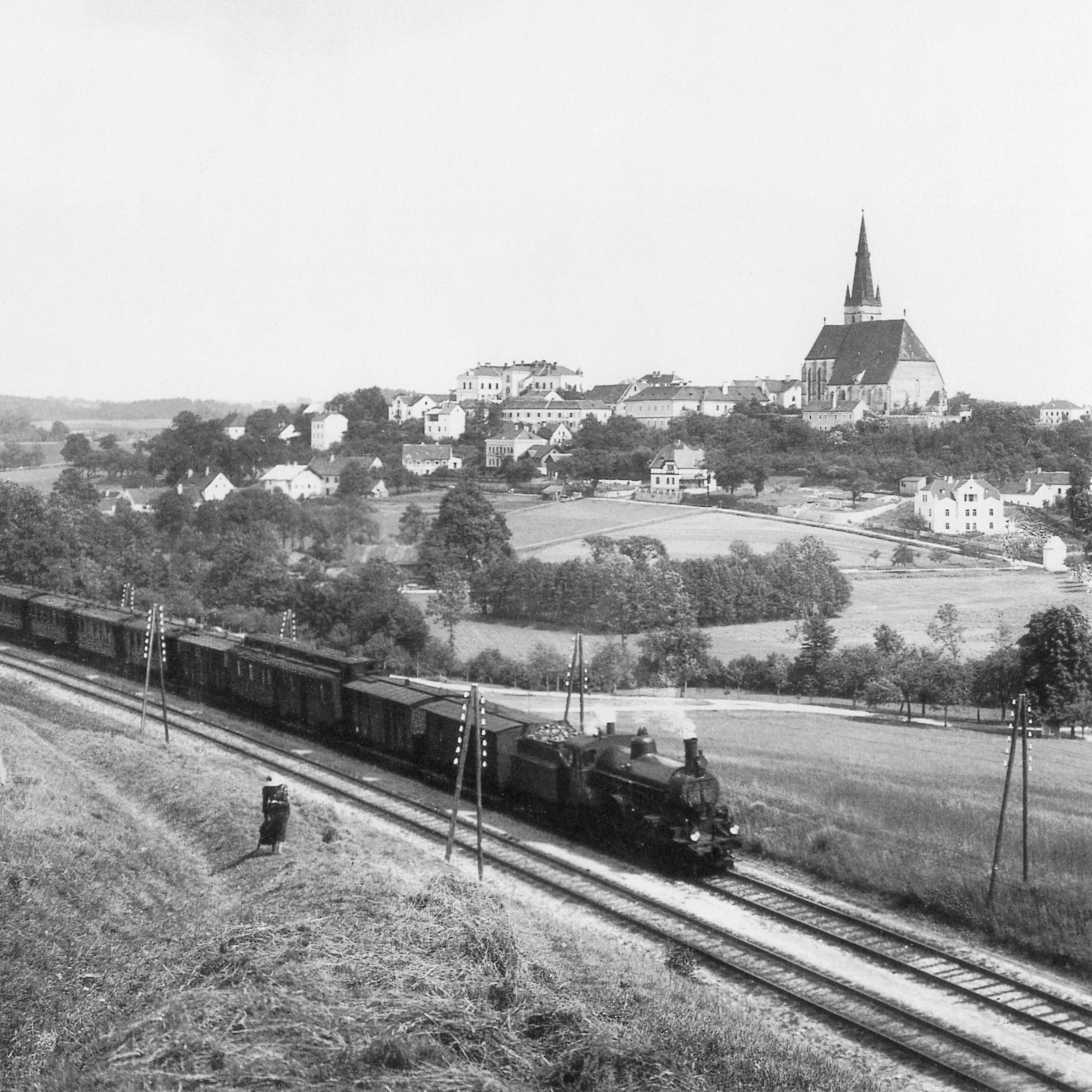
Dolna Austria, Kaiserin Elisabeth-Bahn (czyli Westbahn) koło Haag (1900 r.)

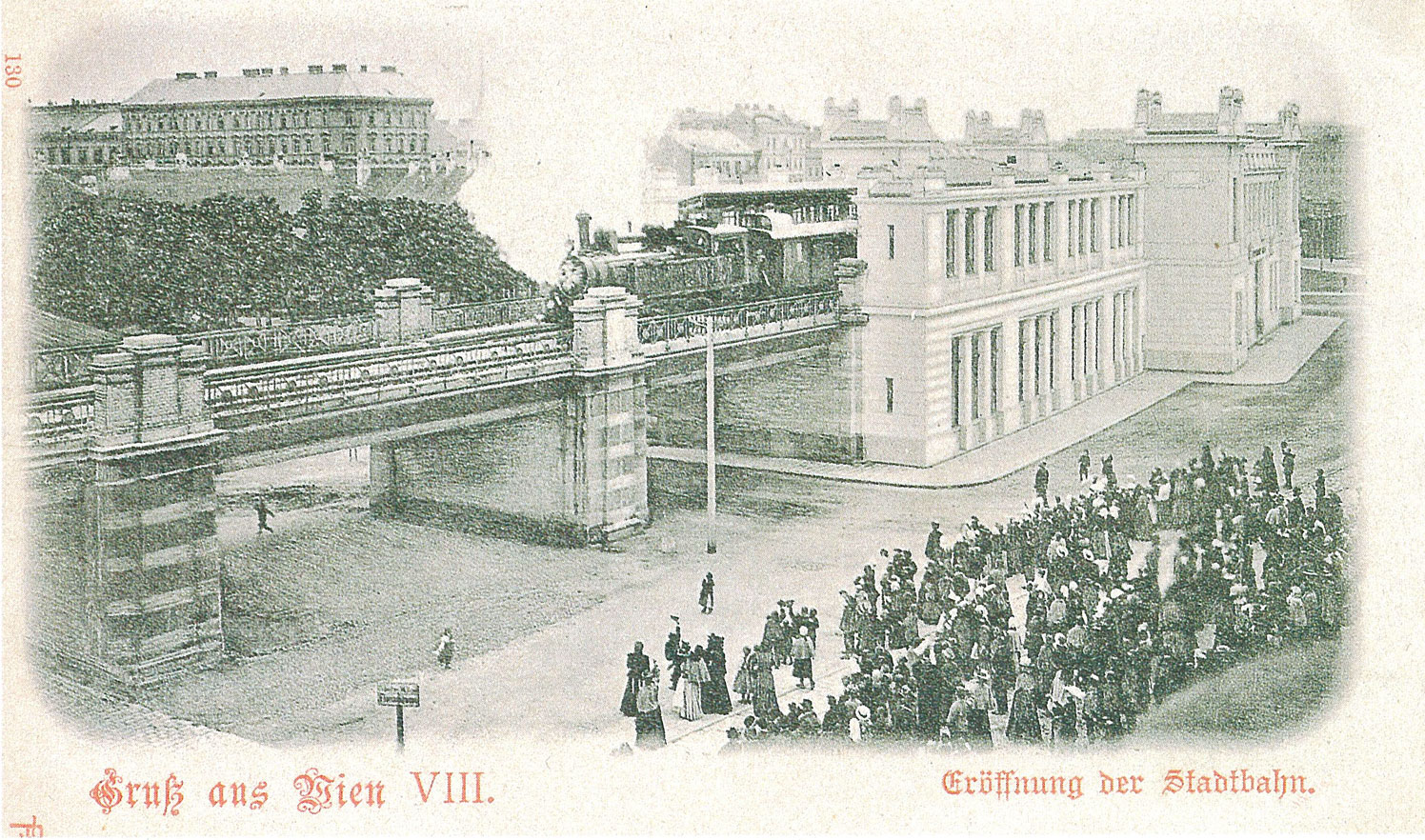
Otwarcie Wiener Stadtbahn

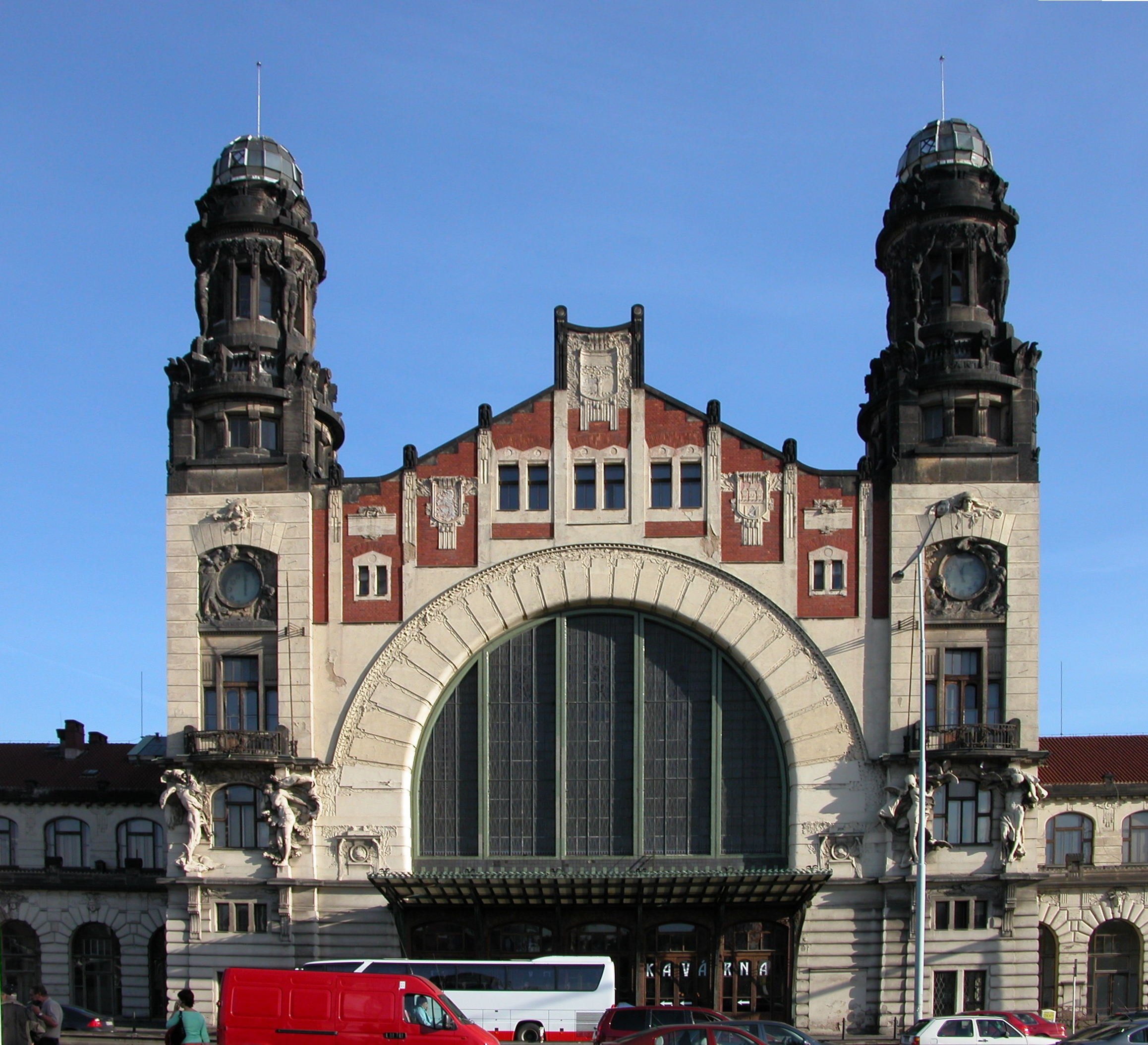
Praga, nadraží Františka Josefa (obecny Hlavní nadraží) – jeden z nowoczesnych dworców sieci kkStB powstałych na początku XX w.

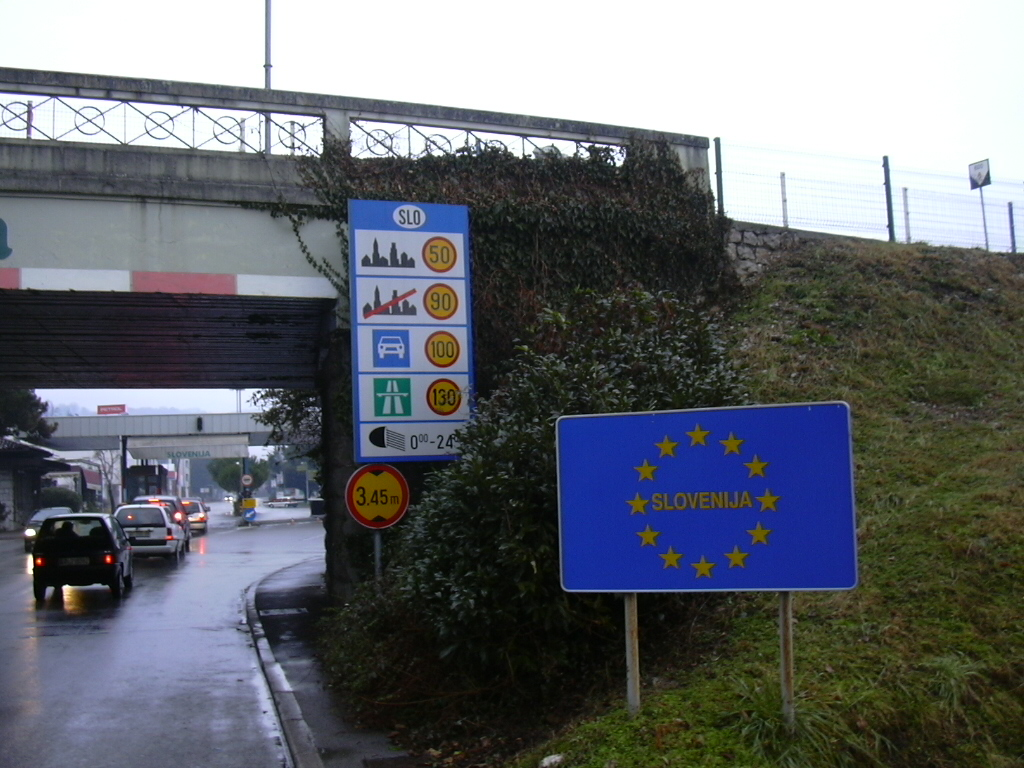
Po rozpadzie Austro-Węgier granice państw sukcesyjnych przecięły dotychczasową sieć kolejową, jednak wiele połączeń zostało zachowanych. Dopiero przeszkody polityczne podczas „zimnej wojny” skutecznie zahamowały ruch pociągów między terytoriami dawnego imperium Habsburgów. Gorycja: granica włosko-jugosłowiańska z 1945 r. przebiegała przed nasypem kolei Karstbahn dawnej sieci kkStB

Historia kolei w Austro-Węgrzech – system kolejowy Austro-Węgier zaczął się rozwijać w latach 20. XIX wieku. Początkowo były to koleje konne, następnie parowe, a na przełomie XIX i XX wieku weszły do użycia maszyny napędzane elektrycznie.
Kolej w centralnie rządzonej Austrii, a potem w Austro-Węgrzech, była jednym z czynników jednoczących kraj. Sprawność, punktualność, rzetelność przewozu świadczyć miały o sile monarchii Habsburgów i jej rozwoju techniczno-gospodarczym. Infrastruktura kolejowa, istniejąca nawet w najbardziej odległych prowincjach imperium, niosła ze sobą postęp, powiew nowoczesności i nowe możliwości. Niejednokrotnie używano jej także w celach wojskowych, zarówno w XIX wieku, jak i podczas I wojny światowej.
Sieć kolejowa naddunajskiej monarchii była jedną z największych i najgęstszych w Europie, choć technicznie ustępowała niektórym krajom. Sieć, zwłaszcza na Węgrzech, była w większości jednotorowa, nawet w przypadku linii głównych. Było to po części podyktowane górzystym ukształtowaniem terenu, a po części gospodarczym zapóźnieniem wielu krajów koronnych. W 1914 r. czas przejazdu pociągu pośpiesznego dawną linią Nordbahn między Wiedniem i Krakowem (413 km) wynosił 11 godz. i 10 min (średnia prędkość: 37,0 km/h). Dystans Kraków – Lwów pokonywano najszybciej w 5,5 godziny (342 km, średnia prędkość 62,2 km/h).
Dziedzicem austro-węgierskich kolei były państwa sukcesyjne monarchii Habsburgów – do dziś korzystają z torowisk oraz dworców, które przetrwały wszystkie katastrofy, które nawiedziły w XX wieku Europę Środkową. Bezpośrednią kontynuacją cesarsko-królewskiej marki są koleje Republiki Austrii.

## Początki
Początki kolejnictwa przypadają w Austrii na pierwsze dziesięciolecia XIX wieku. Pierwotnie wagonami ciągniętymi przez konie transportowano towary i materiały budowlane – w 1810 r. powstała kolej konna w Styrii, w pobliżu góry Erzberg, przeznaczona do przewozu kamienia. Liczyła 22 km. Pierwsza kolej żelazna publicznego użytku na kontynencie europejskim, także konna, powstała w 1827 r. Był to odcinek kolei konnej o szerokości toru 1106 mm i długości 54 km z Czeskich Budziejowic (Budweis) do Trojan (Trojern). Następnie przedłużono ją do Linzu (1828) oraz do Gmunden (po 1834, Czechy – Górna Austria); funkcjonowała jako Pferdeeisenbahn Budweis–Linz–Gmunden (Koněspřežná dráha České Budějovice – Linec – Gmunden). W 1830 r. otwarto kolej konną z Pragi do Lán.
Na pierwszą kolej parową trzeba było poczekać do 6 stycznia 1838 r. – ukończono wówczas odcinek k.k. priv. Kaiser Ferdinands-Nordbahn (KFNB / Severní dráha císaře Ferdinanda / c.k. uprzyw. Kolei Północnej Cesarza Ferdynanda) z Floridsdorfu pod Wiedniem do Deutsch Wagram. W stosunku do przodującej w rozwoju kolejnictwa Wielkiej Brytanii było to opóźnienie wynoszące 8 lat, jednak Austria nie pozostawała w tyle za innymi państwami kontynentu. Kolej Północna dotarła później do Brna (Brünn) (1839), do Przerowa (Prerau) i Ołomuńca (Olmütz) w 1841 r., do Bogumina (Oderberg) w 1847 r. (granica pruska), do Trzebini w 1855 r. (Dolna Austria – Morawy – Śląsk – Galicja). Powstały także jej odnogi Ostrawa – Opawa oraz Dziedzice – Bielsko, które ukończono w 1855 r.
W 1840 r. otwarto połączenie z Bratysławy (po węgiersku Pozsony, po niemiecku Pressburg, stara polska nazwa Pożoń) do Trnavy (Nagyszombát). Była to pierwsza kolej żelazna użytku publicznego na terenie obecnej Słowacji, a także ówczesnych Węgier – środkiem napędowym były jednak nie parowozy, lecz konie. W tym samym roku rozpoczęła działalność kolej parowa Mediolan – Monza – druga na ziemiach włoskich. Wymienione wyżej koleje znajdowały się w rękach prywatnych.

## Epoka dominacji państwa
Budową kolei żelaznych szybko zainteresował się rząd. Do 1848 r. powstała sieć państwowych kolei wychodzących z Wiednia oraz z Budy i Pesztu (sieć węgierska według koncepcji Istvána Széchenyiego). Dalsza rozbudowa sieci państwowej okazała się jednak niemożliwa ze względu na trudności finansowe spowodowane m.in. rewolucją Wiosny Ludów (1848–1849).
W latach 1842–1846 powstała kolej Wien-Raaber Bahn do Bruck an der Leitha (granica węgierska), następnie poprowadzona w 1856 r. przez Győr (Raab) do Ujszőny (późn. Komárom). Linia została dociągnięta przez Tatabányę do Budapesztu dopiero w 1884 r. (kolej MÁV), stając się jedną z najważniejszych magistral na Węgrzech. W 1842 r. wybudowano linię Wiedeń – Gloggnitz (Wien-Raaber Bahn), pierwszy odcinek późniejszej głównej linii kolei k.k. Südliche Staatsbahn. W 1854 r. ukończono Semmeringbahn, pierwszą normalnotorową kolei górską w Europie (proj. Carl Ritter von Ghega); w 1857 r. połączenie do Triestu przez Lublanę (Erzherzog Johann-Bahn – była to pierwsza kolej w dzisiejszej Słowenii). Po ukończeniu linię sprywatyzowano. W latach 1842–1846 powstały pierwsze odcinki linii Mediolan – Wenecja, z mostem przez Lagunę Wenecką; kolej Imperial-Regia Privilegiata Strada Ferrata Ferdinandea Lombardo-Veneta / k.k. priv. Lombardisch-Venetianische Ferdinandsbahn.
Dopiero w 1845 r. zaczęła funkcjonować pierwsza kolej parowa w Czechach: linia Ołomuniec – Praga pod nazwą k.k. Nördliche Staatsbahn / severní Státní dráha, dociągnięta do Děčína (Tetschen) przy granicy saksońskiej w 1851 r.; po 1854 r. linia w składzie k.k. priv. österreichische Staatseisenbahn (Rakouská Statní dráha). Pierwsza kolej parowa na Węgrzech ruszyła rok później z Pesztu do Vácu (Magyar Középponti Vasút); był to pierwszy odcinek linii Peszt – Bratysława – Marchegg – Wiedeń, ukończonej ostatecznie w latach 1850–1851 jako k.k. Südostlische Staatsbahn / Délkeleti Államvasút; po 1854 r. linia w składzie k.k. priv. österreichische Staatseisenbahn / cs. kir. szab. Osztrák Államvasút (OÁVT). Z kolei w 1847 r. poprowadzono kolej w kierunku południowym – z Pesztu do Szolnoku (Magyar Középponti Vasút, po 1854 r. linia w składzie OÁVT).
Pierwszą koleją w Małopolsce była Kolej Krakowsko-Górnośląska (Krakau-Oberschlesische Eisenbahn) – w 1847 r. oddano odcinek Mysłowice – Szczakowa – Kraków (w Mysłowicach łączyła się z pruską Koleją Górnośląską, a w Maczkach – z budowaną właśnie Koleją Warszawsko-Wiedeńską).
Tuż przed wybuchem Wiosny Ludów zdążono jeszcze zainaugurować kolejne połączenie we Włoszech – w 1848 r. kolej parowa Ferrovia Leopolda połączyła Florencję z Livorno (Wielkie Księstwo Toskanii).

## Epoka kolei prywatnych
Po Wiośnie Ludów rząd austriacki postanowił rozbudować sieć kolejową i przystosować ją do celów wojskowych oraz gospodarczych (połączenie z kolejami górnośląskimi). W 1851 r. wydano zbiór przepisów normalizujących ruch na kolei, tzw. Eisenbahnbetriebsordnung (EBO).
Po wojnie krymskiej Wiedniowi szczególnie zależało na rozwoju tego środka transportu w Galicji, w kierunku granicy rosyjskiej oraz w rejonach przygranicznych z Włochami, z uwagi na ciągłe niepokoje w tej części państwa. Szybko jednak zorientowano się, że monarchii Habsburgów na to nie stać – konieczna okazała się prywatyzacja poszczególnych linii. W połowie lat 50. koleje państwowe austriackie i węgierskie zostały sprywatyzowane (przejął je głównie kapitał francuski Rotschilda), ale ich nazwy zawierające człon Staatsbahn (Staatseisenbahn) pozostały niezmienione. W 1854 r. 68% linii (924 km z 1355 km) znajdowało się jeszcze w rękach państwa, natomiast w 1866 r. pozostało w nich jedynie 18 km.
Pierwszą ważniejszą inwestycją po Wiośnie Ludów było otwarcie linii Cegléd – Segedyn (Węgry) i jej przedłużenie do Timișoary (Temesvár) w 1857, a rok później do stacji Jaszenova (Alsójeszenő) (połączenie z koleją Oravica – Báziás), kolej OÁVT. W 1878 r. przedłużono odcinek z Timișoary do miasta Orszowa (Orșova). W Banacie w 1856 r. otwarto linię Oravița (Oravicabányá) – Bela Crkva (Fehértemplom) – Baziaș (Báziás, port nad Dunajem) i była to pierwsza kolej na obecnych terenach Rumunii i Serbii. W 1863 r. odnotowano powstanie pierwszej kolei górskiej na terenie dzisiejszej Rumunii (krótki odcinek Oravica – Anina).
W 1857 r. pociągi ruszyły na linię Szolnok – Debreczyn (Debrecen) prywatnej kolei Tiszavidéki Vasút (TVV) / Theißbahn, która zbudowała dużą sieć we wschodnich Węgrzech. W następnym roku powstało odgałęzienie Püspökladány – Oradea (Nagyvárad) i linia Szolnok – Arad. W 1860 r. TVV ukończyła linię Debreczyn – Nyíregyháza – Miszkolc – Koszyce (Kassa).
W austriackiej części państwa w 1858 r. poprowadzono kolej ze stolicy do Linzu (k.k. priv. Kaiserin-Elisabeth-Bahn), a dwa lata później dotarła ona do Salzburga (granica bawarska).
W latach 1858–1861 sieć kolejowa dotarła do Galicji Wschodniej – wybudowano linię Bochnia – Lwów towarzystwa k.k. priv. galizische Carl-Ludwig-Bahn / Kolej Karola Ludwika i była to pierwsza kolej na terenie obecnej Ukrainy.
W latach 60. królewska sieć kolejowa znalazła się w granicach Chorwacji – w 1861 r. ukończono linię Buda – Székesfehérvár – Nagykanizsa – Čakovec (Csáktornya) – Pragersko (Pragerhof) do połączenia z linią Wiedeń – Triest (k.k. priv. Südbahn / cs.kir. Déli Vasút). Natomiast w 1862 r. otwarto trasę Zidani Most (Steinbrück) – Zagrzeb – Sisak (Sziszek, k.k. Südbahn).
Po klęsce w wojnie z Prusami, kiedy to wróg zniszczył most w pobliżu Bogumina i odciął Galicję od reszty kraju, rząd austriacki po raz kolejny zdał sobie sprawę, jak ważna jest kolej dla obronności państwa. Od tego momentu, nie rezygnując z udziału kapitału prywatnego, różnymi przywilejami oraz ulgami zachęcał inwestorów, aby budowali nowe odcinki w miejscach wskazanych przez wojsko.
Jako pierwszą, w tym okresie, otwarto w 1867 r. linię Brennerbahn o przebiegu Innsbruck – Franzensfeste – Bolzano – Werona (między Bolzano i Weroną działała Südtiroler Bahn); k.k. priv. Südbahn. Prowadziła ona w kierunku nowej, bliższej granicy z Włochami. Przez teren Górnych Węgier, czyli dzisiejszą Słowację, przeprowadzono k.k.priv. Kaschau-Oderberger Eisenbahn (KOE) / cs. és kir.szab. Kassa-Oderbergi Vasút / Košicko-bohumínska železnica / Kolej Koszycko-Bogumińska. Rozpoczynała ona swój bieg jeszcze na Śląsku (w 1869 otwarcie odcinka Bogumin – Cieszyn), a w 1870 otwarto odcinek Koszyce – Preszów. Ukończono ją w 1876 r. W tym czasie otwarto też kolej transkarpacką do Leluchowa i Tarnowa.
W Siedmiogrodzie pierwsza kolej była linią prywatną zbudowaną w dolinie rzeki Maruszy między Aradem a Teiuș (Tövis), przedłużoną w 1870 r. do Petroszan (Petrozsény).
Przełom lat 60. i 70. XIX wieku to dalszy intensywny rozwój kolei prywatnych. Między 1868 a 1873 r. wybudowano główną część k.k. priv. Kronprinz Rudolf-Bahn na trasie Gaisbach-Wartberg – St. Valentin – Steyr – Selzthal – St. Michael – Unzmarkt – Villach – Tarvisio – Lublana; było to najkrótsze połączenie między Czechami i Triestem. Jednocześnie państwo zbudowało połączenie z Włochami: Tarvisio – Pontebba (granica). Kolej upaństwowiono w 1885 r. Nieco krócej (1866–1868) trwały prace nad przedłużeniem dotychczasowej sieci do Lwowa na jedną z najbardziej zapomnianych prowincji koronnych – Bukowinę. Linia Lwów – Czerniowce (Czernowitz) została następnie rozbudowana w 1869 r. do Suczawy i granicy rumuńskiej – do Jass i Botoszan (Botoschan). W 1886 r. powstało połączenie ze Lwowa do Bełżca. Kolej funkcjonowała pod nazwą Lemberg-Czernowitz-Jassy-Eisenbahn (LCJE), upaństwowiono ją w 1889 r.
W 1871 r. ukończono linię Maribor (Marburg) – Klagenfurt – Villach – Lienz – Franzensfeste na Brennerbahn (k.k. priv. Südbahn). Kolej ta biegła na dużych wysokościach alpejskich.
W 1877 r. otwarto Herpelje-Bahn, drugie podejście do portu w Trieście, w relacji Herpelje – Triest St. Andrä (kolej ÖStB); maksymalne nachylenie wynosiło 3,3%, kolej straciła znaczenie po budowie Karstbahn (p. niżej), zamknięta została w 1960 r.
W 1872 r. doszło do częściowej konsolidacji węzła praskiego dzięki budowie linii łączącej Dworzec Smichov (Česká západní dráha i Buštěhradská železnice) z Dworcem Franciszka Józefa (Dráha cís. Františka Josefa). Kolei nadano nazwę Pražská spojovací dráha. W 1874 r. otwarto budowaną 6 lat Kaiser Franz Joseph-Bahn / Dráha cís. Františka Josefa biegnącą trasą Wiedeń – Tulln – Gmünd – Wesele nad Lużnicą (niem. Wessely) – Praga z odgałęzieniem Gmünd – Budziejowice – Pilzno – Cheb (Eger); było to najkrótsze połączenie Wiednia z Pragą, ale nie najszybsze ze względu na „oszczędnościowe”, pełne łuków trasowanie linii.
Rozwój prywatnego kolejnictwa widoczny był też na ziemiach węgierskich. W 1873 r. spółka Magyar Keleti Vasút otworzyła połączenie Oradea (Nagyvárad) – Kluż-Napoka (Kolozsvár) – Teiuş (Tövis) – Braszów (Brassó), przedłużone w 1879 r. do granicy rumuńskiej (połączenie z Bukaresztem), a spółka Magyar Északkeleti Vaspálya Társaság zbudowała sieć od Nyíregyházy do Użhorodu, Mukaczewa i Sighetu Marmației (Máramarossziget). W północnej części państwa powstała linia Bratysława – Trenczyn (Waagtalbahn), przedłużona później do Żyliny (Zsolna) w 1883 r. (już jako kkStB). W zachodnich regionach w 1876 r. ruszyły lokomotywy na trasie Győr – Sopron – Ebenfurth (Raab-Ödenburg-Ebenfurter Eisenbahn / Győr-Sopron-Ebenfurti Vasút (GySEV)) – zarząd istnieje do dzisiaj.

## Koleje lokalne

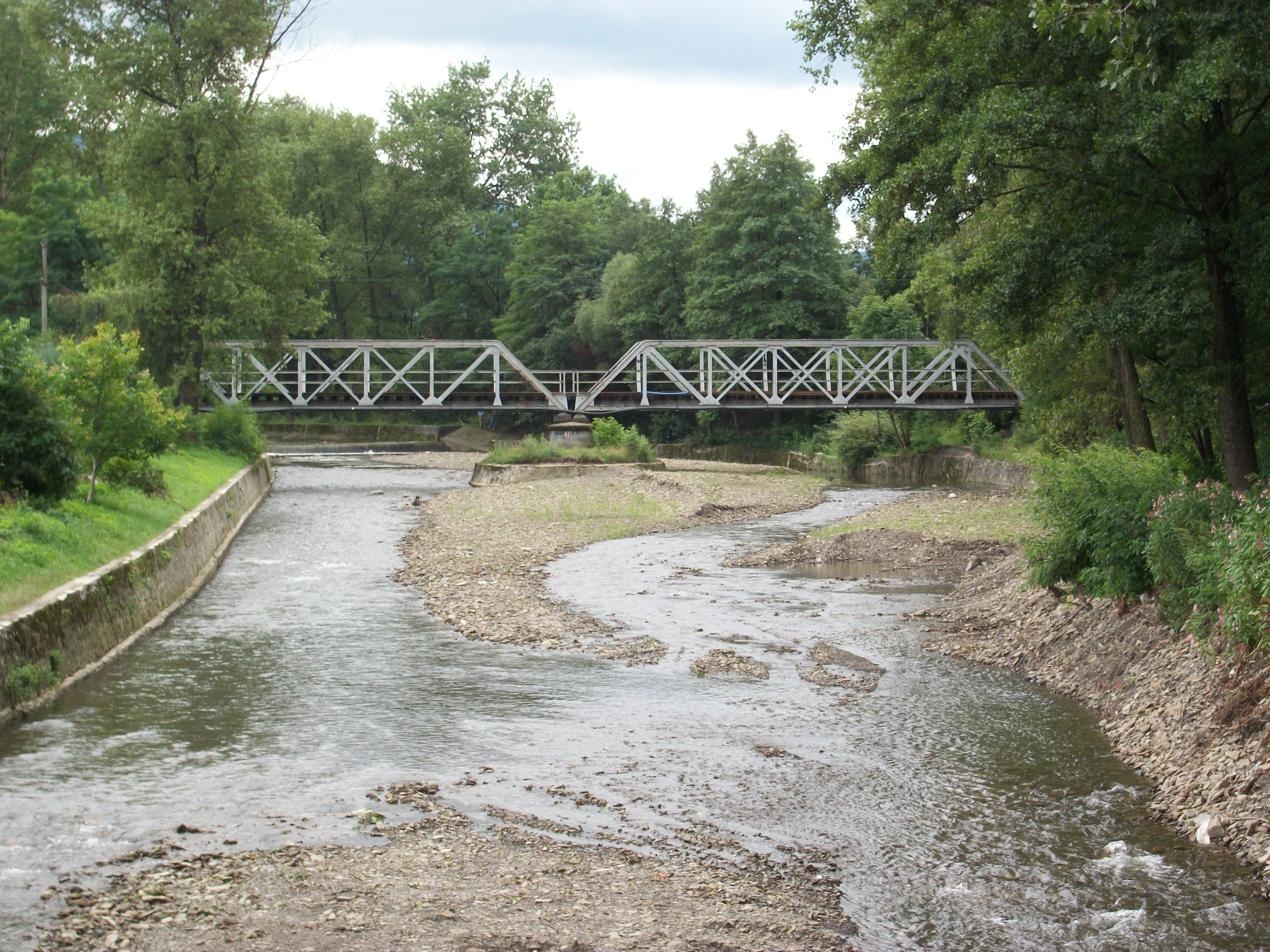
Most kolejowy na rzece Wieprzówce w Andrychowie

Do końca lat 70. powstał system głównych linii pokrywających obszar całego kraju. Drugim etap przyniósł zagęszczenie sieci – w 1880 r. w krajach austriackich przyjęto ustawę o kolejach lokalnych, ustalającą ich specyficzne normatywy: maksymalna prędkość 25 km/h, mniejsza szerokość pasa linii niż kolei pierwszorzędnej, lżejsze szyny, ciaśniejsze łuki, nachylenia do 3,5% (wyjątkowo 5%).
Standardy te mogły być później korygowane prawem poszczególnych krajów koronnych (np. w Czechach ustawa z 1892 r. ograniczyła nachylenia do 2,5%). Na mocy takich przepisów powstała do wybuchu I wojny światowej gęsta sieć połączeń lokalnych; najbardziej w Czechach, gdzie łączna długość linii powstałych w latach 1893–1906 przekroczyła połowę długości linii powstałych wcześniej. W Galicji i na Śląsku Cieszyńskim kolejami lokalnymi były m.in. linie Kraków – Kocmyrzów, Lwów – Janów (obecnie Iwano-Frankowe) oraz Kolej Miast Morawsko-Śląskich Bielsko – Cieszyn – Frydek – Kojetín wraz z przedłużeniem od Kalwarii Zebrzydowskiej. Większość tych linii była lub stała się częścią sieci krajowej.

## Powtórna dominacja państwa
Względy militarne, a na Węgrzech również polityczne, sprawiły, że w latach 70. państwo zaczęło stopniowo przejmować z powrotem sieć kolejową we własny zarząd. Na Węgrzech proces ten rozpoczął się po utworzeniu monarchii dualistycznej – w 1868 r. nastąpił początek (re)nacjonalizacji kolei na Węgrzech: utworzono węgierską kolej państwową Magyar Államvasutak (MÁV), która, poza budową nowych linii, stopniowo przejmowała prywatne koleje na terytorium Węgier. Jako pierwszą przejęła otwartą w 1867 r., ale znajdującą się w trudnej sytuacji finansowej, linię Peszt – Salgótarján.
W austriackiej części państwa kolej państwową utworzono dopiero w 1884 r. Powstały wówczas kaiserlich-königliche Staatsbahnen (kkStB), które do wybuchu I wojny światowej przejęły większość przedsiębiorstw sieci krajowej.
Do końca istnienia monarchii poza systemem państwowym pozostawało kilka ważnych kolei, w tym Südbahn (na terenie Węgier, od 1918 r. do upaństwowienia w 1931 r., kolej ta używała nazwy Donau-Save-Adria-Bahn). Nie sprywatyzowano również Kaschau-Oderberger Eisenbahn.
Uniezależnienie się Węgier od polityki kolejowej prowadzonej z Wiednia pozwoliło na przeprowadzenie kilku ważnych inwestycji, które miały na celu przede wszystkim zorientowanie sieci kolei na Budapeszt, a nie jak to było dotąd, na Wiedeń. Ważniejsze inwestycje MÁV to otwarcie bezpośredniej linii Hatvan – Miszkolc i Nagykanizsa – Zagrzeb (1870), przedłużenie linii z Salgótarján przez Bańską Bystrzycę do Vrútky (Ruttka, 1872), doprowadzenie kolei z Zagrzebia do Rijeki (Fiume, 1873), otwarcie linii Budapeszt – Pecz (1882), otwarcie linii do Belgradu z mostem pod Nowym Sadem (Ujvidék, 1883) oraz otwarcie pierwszego mostu kolejowego w Budapeszcie (południowy, 1884).
Z punktu widzenia strategicznego istotne okazało się wybudowanie drugiej linii równoleżnikowej w Galicji oraz zwiększenie ilości połączeń południkowych z Węgrami – w ten sposób powstała Galicyjska Kolej Transwersalna (Galizische Transversalbahn). Pierwsze odcinki wybudowane jeszcze w latach 70. połączono w latach 80. z nowymi i w rezultacie powstała linia biegnąca z Czadcy na Górnych Węgrzech przez Zwardoń, Nowy Sącz, Sanok, Zagórz do Husiatyna w Galicji Wschodniej. Łącznikami z Węgrami były połączenia transkarpackie, z których pierwsze otwarto w 1874 r. – Pierwsza Kolej Węgiersko-Galicyjska (Első Magyar-Gácsországi Vasút); była to dwutorowa linia Sátoraljaújhely – Homonna – Zagórz – Przemyśl. W 1876 r. rozpoczęto kursy na trasie Preszów – Nowy Sącz – Tarnów (Kolej Preszowsko-Tarnowska / Eperjes-Tarnowi Vasút, kontrolowana przez KOE). W 1885 r. otwarto połączenie Mukaczewo – Ławoczne – Stryj, a 10 lat później linię Sighetu Marmației (Máramarossziget) – Worochta – Stanisławów. Most nad Prutem koło Jaremcza o rekordowej rozpiętości ceglanego łuku 65 m i wysokości 28 m był przez pewien czas największym mostem łukowym na świecie. Został zburzony w 1917 r., następnie odbudowany, ale w innej formie – jako most belkowy; obecnie nie istnieje. Ostatnimi inwestycjami transkarpackimi były kolej lokalna Kraľovany – Sucha Góra – Nowy Targ (1899–1904) oraz kolej Użhorod – Sianki – Sambor (1905).
W Bośni, zajętej przez Austro-Węgry w 1878 r., nie było sieci kolejowej. Od 1872 r. istniała tylko linia Banja Luka – Dobrljin (tor 760 mm), zniszczona w momencie wkroczenia wojsk okupacyjnych. Budowie sieci normalnotorowej niechętni byli Węgrzy, którzy nie chcieli tworzyć konkurencyjnych portów dla Rijeki (Fiume). Budowano więc sieć na „torze bośniackim” (760 mm) – w 1882 r. otwarto linię Bosanski Brod – Sarajewo, w 1891 przedłużono ją do Mostaru, a w 1901 r. do Zelenicy i Dubrownika. Sieć bośniacką przebudowano na normalnotorową w drugiej połowie XX wieku.

## Koleje górskie

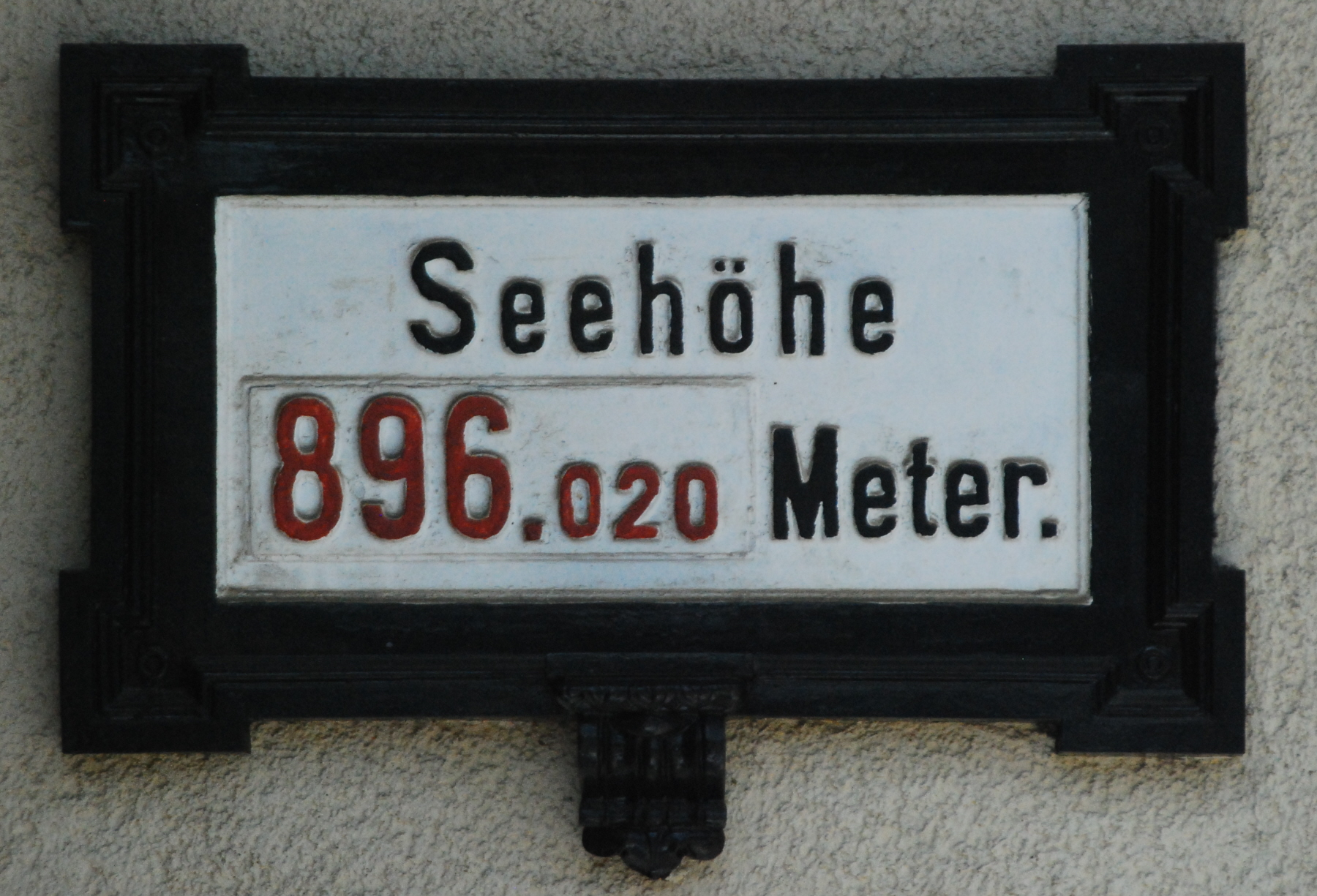
Tablica z czasów monarchii habsburskiej na jednym z dworców w Austrii; takie tablice zachowały się też (w większości ze skutymi napisami) na niektórych dworcach w dzisiejszej Polsce

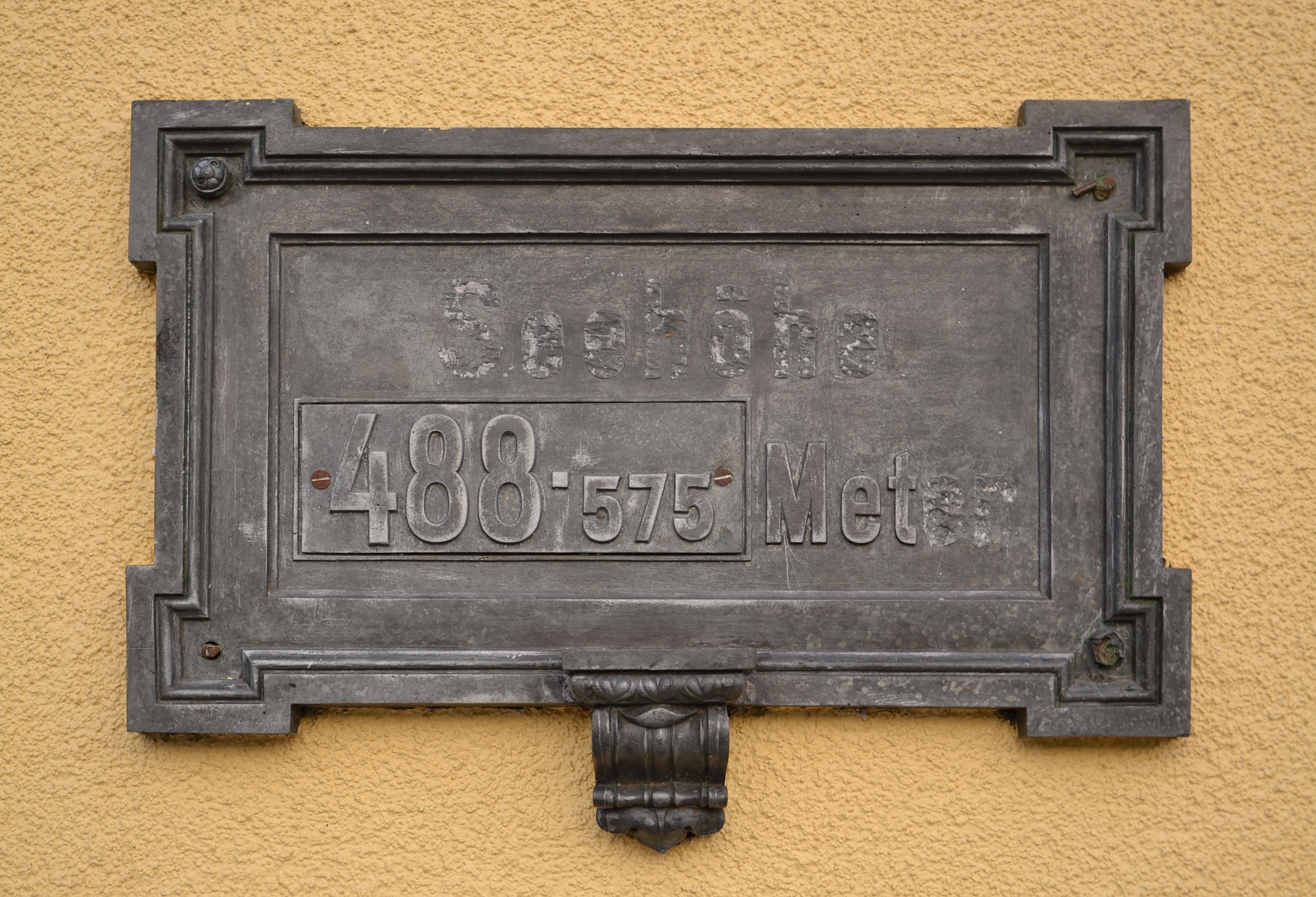
Tablica z wysokością nad poziomem morza na stacji w Rajczy. Niemieckie napisy zostały niedokładnie skute

Nowe koleje alpejskie, w przeciwieństwie do kolei pierwszej generacji, obejmowały budowę długich tuneli. W Austrii drugą epokę kolei państwowych zapoczątkowała budowa Arlbergbahn między Bludencją i Innsbruckiem, z tunelem Arlberg o długości 10,25 km. Kolej stworzyła ważne połączenie Adriatyku z regionem Jeziora Bodeńskiego, umożliwiła też włączenie kolei Vorarlbergu do sieci monarchii. Linię otwarto w 1884 r., a już rok później ułożono drugi tor. W 1906 zakończono budowę Karawankenbahn: Villach / Klagenfurt – Rosenbach – Jesenice (Aßling) z „Karawankentunnel” (dług. 7976 m). Otwarto też Wocheiner Bahn i Karst-Bahn / Kraska Proga linii Transalpina (dawnej Rudolf-Bahn) na trasie Aßling – Gorycja – St. Daniel – Trieste Campo Marzio (Triest St. Andrä). Linia obfitowała w strome nachylenia sięgające 2,5%. Znaczenie trasy spadło po 1918 r., kiedy przecięła ją granica – została częściowo zamknięta po 1945 r. Kolej należała do kkStB.
Przed I wojną światową zdołano jeszcze ukończyć dwie ważne linie – Pyhrnbahn (1906) przez tunel Bosruck (długość 4760 m; tunel, mimo umiarkowanej długości, okazał się bardzo drogi w budowie) jako dodatkowe połączenie północ-południe, o przebiegu Salzthal – Linz (kkStB) oraz Tauernbahn (1909) o trasie Salzburg – Schwarzach-St.Veit – Spittal-Millstättersee – Villach z tunelem Tauern o długości 8,5 km.
Kraje habsburskie mają też istotny wkład w rozwój kolei zębatych: w 1874 r. otwarto Budapeszteńską kolej zębatą (węg. Budapesti Fogaskerekű Vasút, kursuje do dziś na Wzgórze Széchenyi’ego) i Kahlenbergbahn pod Wiedniem (na wzgórze Kahlenberg, zlikwidowana w 1922 r.). W 1898 r. uruchomiono Pöstlingbergbahn pod Linzem, uznawaną za najbardziej stromą kolej adhezyjną na świecie, o maksymalnym nachylenium wynoszącym 10,5%. W 1902 r. ruszyła Kolej Izerska (Tannwalder Zahnradbahn), łącząca Austrię i Prusy, po stronie austriackiej na odcinku Grünthal/Polaun (dziś stacja Kořenov) – Tanvald kolej zębata z maksymalnym nachyleniem do 5,8%.

## Pierwsze elektryfikacje poza miastami
W elektryfikacji sieci pozamiejskiej prym wiodły Czechy oraz kraje austriackie. W 1903 r. zbudowano kolej lokalną Tábor-Bechyně (Czechy), F. Křižík o napięciu =1400 V. W 1904 r. otwarto Stubaitalbahn (okolice Innsbrucku, Tyrol), będącą dziełem Josefa Riehla – jedną z pierwszych na świecie kolei zasilanej prądem przemiennym jednofazowym (~2500 V 42 Hz, potem ~3000 V 50 Hz). W 1911 r. powstała linia wąskotorowa St. Pölten – Mariazell (Dolna Austria), zasilana prądem przemiennym jednofazowym ~6500 V 25 Hz, natomiast w 1912 r. – linia Karwendelbahn, inaczej Mittenwaldbahn, między Innsbruckiem i Garmisch (Tyrol – Bawaria), kolej kkStB wspólnie z koleją bawarską (K.Bay.Sts.B.; projektu Josepha Riehla; prąd przemienny jednofazowy).
Ostatnim istotnym przedsięwzięciem przed wybuchem I wojny światowej było w 1914 r. otwarcie Pressburger Bahn, kolei dojazdowej Wiedeń – Bratysława (Pozsony, niem. Pressburg), zelektryfikowanej na odcinku pozamiejskim prądem jednofazowym 16,5 kV 16⅔ Hz (pociągi dwusystemowe korzystały w miastach z sieci zasilanej tak jak tramwajowa); obecnie na odcinku Wiedeń – Wolfsthal stanowiącej linię S7 wiedeńskiej S-Bahn.

## Dworce kolejowe

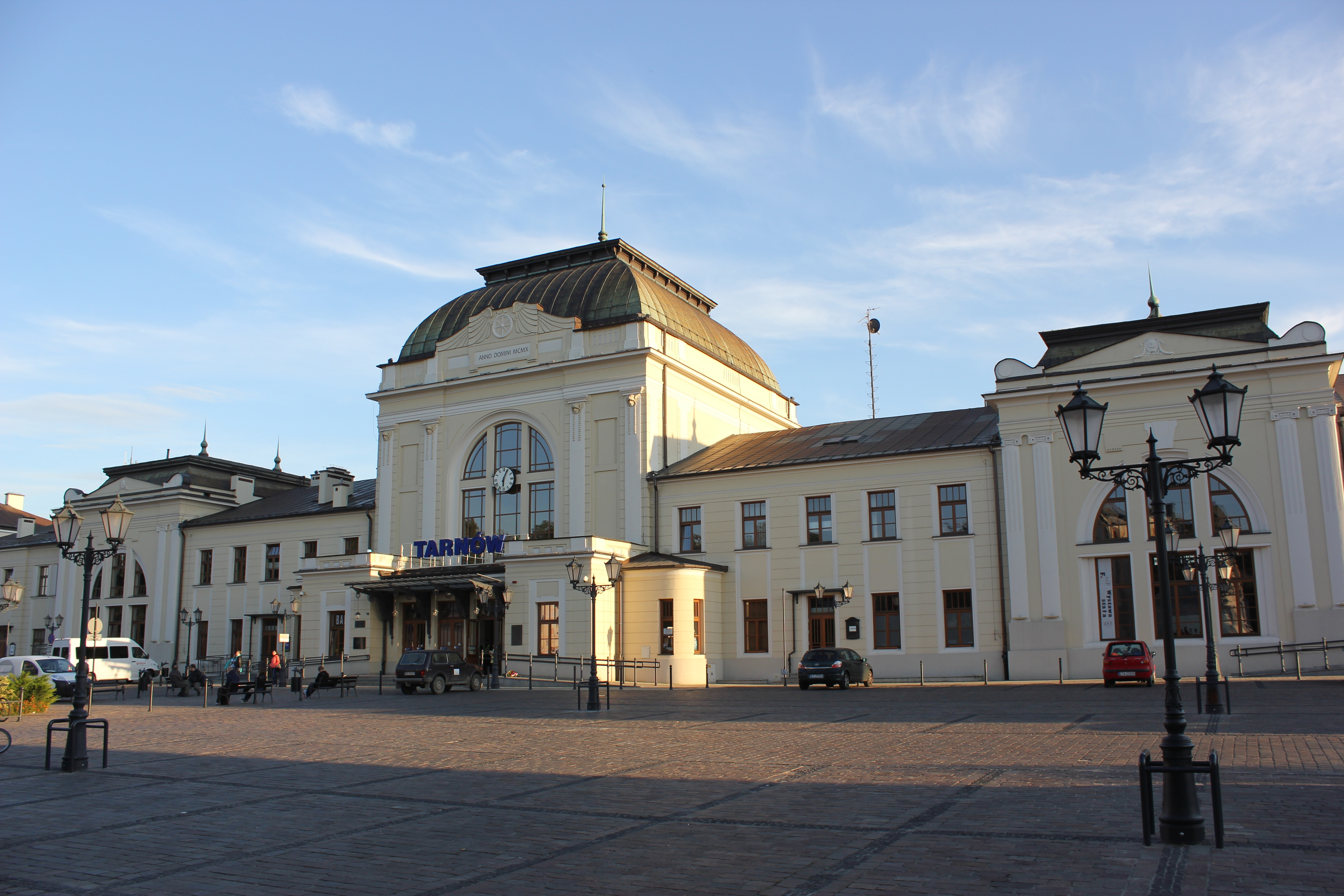
Przykład dworca w dużym mieście – secesyjny budynek w Tarnowie

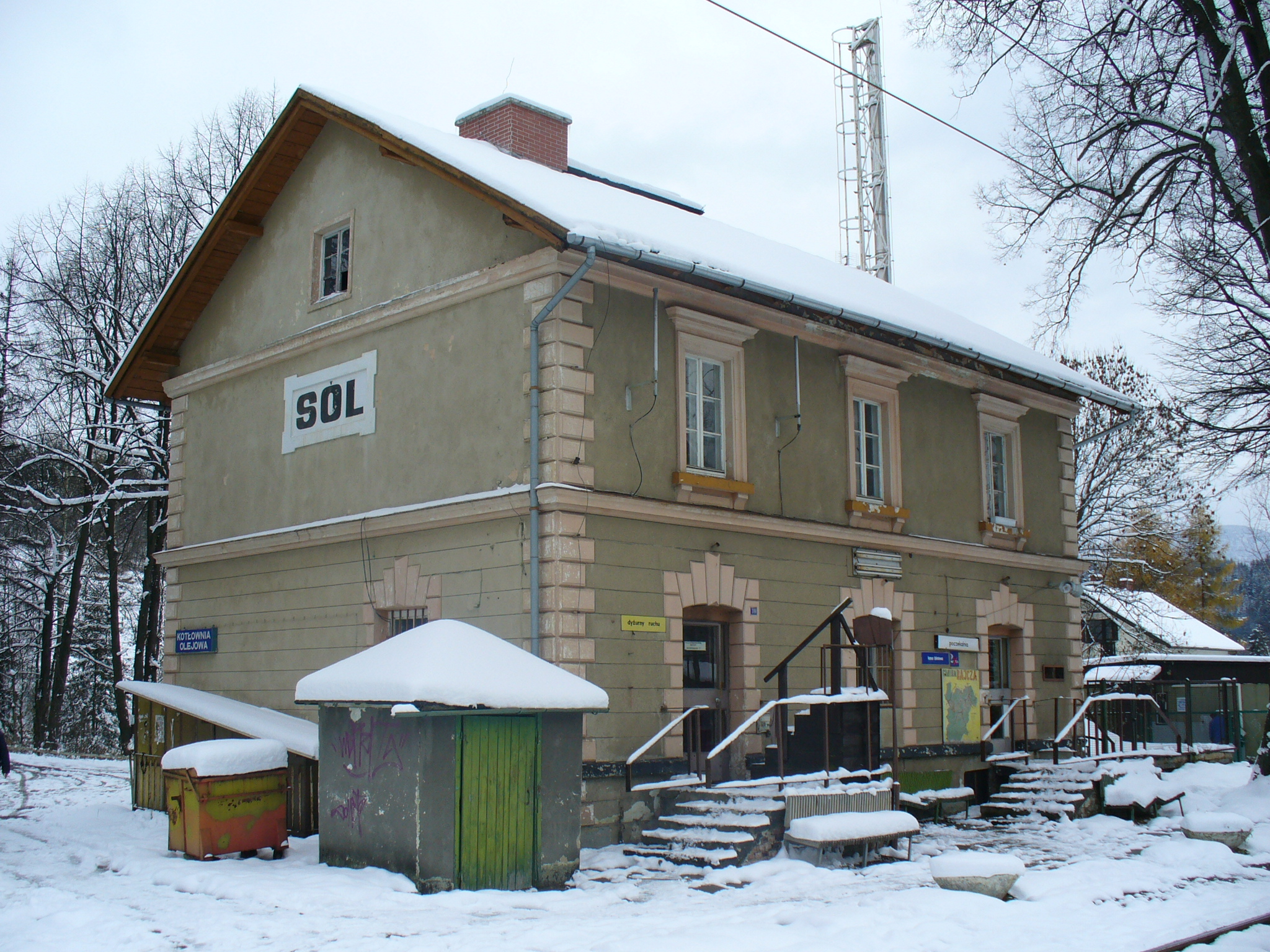
Jeden z rodzajów małego dworca – Sól, w powiecie żywieckim, drewniane obicie poddaszy zostało usunięte

Oprócz połączeń kolejowych najbardziej widoczną pozostałością po habsburskich kolejach są dworce kolejowe rozsiane po wszystkich dawnych krajach koronnych. Największe dworce w największych miejscowościach budowane były według indywidualnych projektów. Początkowe budowle w stylu klasycystycznym były na początku XX wieku przebudowane w stylu secesji. Niektóre przetrwały do naszych czasów jak secesyjny Dworzec Główny w Pradze, neorenesansowy (z elementami barokowymi) Dworzec Główny w Brnie (uchodzący za najstarszy na terenie Czech), neorenesansowy dworzec w Krakowie, neorenesansowy Dworzec Główny w Bielsku-Białej czy secesyjny Dworzec Główny w Tarnowie.
Wiele cesarsko-królewskich dworców uległo zniszczeniu wskutek działań wojennych podczas II wojny światowej (głównie w Austrii) – jak np. Wien Südbahnhof i ich współczesne konstrukcje są zupełnie inne. W Czechosłowacji wiele dworców zostało zniszczonych w wyniku decyzji władz komunistycznych – nowa rzeczywistość po 1945 r. wymagała nowych obiektów, bardziej przystających do ówczesnych czasów, niż pełne przepychu, „burżuazyjne” dworce starej monarchii. W ich miejsce powstały budynki klockowate i szare. Niektóre dworce miały więcej szczęścia – do starej części dobudowano nową, zachowując przynajmniej część dawnej architektury (Dworzec Główny w Bratysławie).
Dworce w średnich miejscowościach były skromniejsze, natomiast te najmniejsze często budowano według stałych, określonych wzorców. Najczęściej były to budynki piętrowe, często symetryczne z dwu- lub trzyosiowymi ryzalitami, przykryte dwuspadowym dachem. Boczne ściany poddasza obite były drewnem, czasem zdobionym we wzory podobne do tyrolskich. Na małych dworcach nie stosowano wymyślnych zdobień – praktycznie jedynymi były obramowania drzwi oraz okien, a także gzyms oddzielający parter od piętra i piętro od poddasza. Czasem zdarzały się dworce ze ścianami boniowanymi. Budynki malowano najczęściej na żółty kolor (barwy państwowe cesarskiej Austrii); na wielu, nawet małych dworcach, funkcjonowały poczekalnie (z reguły osobno dla każdej z trzech klas) oraz restauracje.
Wiele z mniejszych obiektów dworcowych istnieje do dziś, także na ziemiach polskich (Galicja i Śląsk Cieszyński) – większość z nich jest w dobrym stanie technicznym, ale wiele niszczeje po zamknięciu połączeń kolejowych lub likwidacji stacji jako miejsca obsługi podróżnych.

## Ważniejsi producenci taboru
- Lokomotivfabrik Floridsdorf(inne języki) (Wiedeń-Floridsdorf); zał. 1869, po II wojnie światowej upaństwowiona; istniała do ok. 1970 r.;
- Wiener Neustädter Lokomotivfabrik(inne języki), zał. 1842, zamknięta 1945 (zniszczona wskutek bombardowań alianckich)[2]
- Lokomotivfabrik der StEG(inne języki) (Wiedeń), pierwsza taka firma austro-węgierska, zał. w 1839 r., zamknięta w 1930 r.;
- Mödlinger Lokomotivfabrik(inne języki) (Mödling), funkcjonowała tylko kilka lat w latach 70. XIX wieku;
- Škoda (Pilzno), zakupiona przez Emila Škodę w 1899 r. (przedtem w rękach rodziny Waldstein), obecnie Škoda Holding a.s. – broń, tramwaje, automobile, wagony i lokomytywy,
- První česko-moravská továrna na stroje v Praze, a.s. / Erste Böhmisch-Mährische Maschinenfabrik, zał. w 1871 r., obecnie ČKD w Pradze – tabor kolejowy, konstrukcje żelazne;
- Simmering-Graz-Pauker AG (SGP) powstała z fuzji Wiener Paukerwerke z Maschinen- und Waggonbau Fabriks AG Simmering (Wiedeń-Simmering) oraz z Grazer Wagen- und Waggonfabriks AG (dawn. Weitzer); po II wojnie upaństwowiona; obecnie część koncernu Siemens; gł. tabor kolei elektrycznych oraz podwozia do pojazdów szynowych;
- Lohner (Wiedeń, początkowo pod nazwą Wagenbauunternehmen Jakob Lohner & Co), wagony, tramwaje; obecnie Bombardier Transportation;
- Mavag Budapest (Magyar Királyi Államvasutak Gépgyára, pod II wojnie światowej usunięto człon Királyi) – tramwaje, metro, kolej; od 1959 r. po połączeniu z firmą Ganz pod nazwą Ganz-Mavag;
- Ringhoffers Waggonfabrik (Praga); wagony, tramwaje; od 1945 r. Vagonka Tatra – tramwaje;
- Zieleniewski (Sanok), funkcjonująca pod nazwami C.K. Uprzywilejowana Krajowa Fabryka Maszyn Rolniczych i Narzędzi Ludwika Zieleniewskiego (1853–1906), C.K. Uprzywilejowana Fabryka Maszyn L. Zieleniewski Towarzystwo Akcyjne (1906–1913), w okresie międzywojennym Polskie Fabryki Maszyn i Wagonów L. Zieleniewski S.A., obecnie Zakłady Budowy Maszyn i Aparatury im. L. Zieleniewskiego z siedzibą w Krakowie – wagony, tramwaje.